# بردية تورين الجنسية

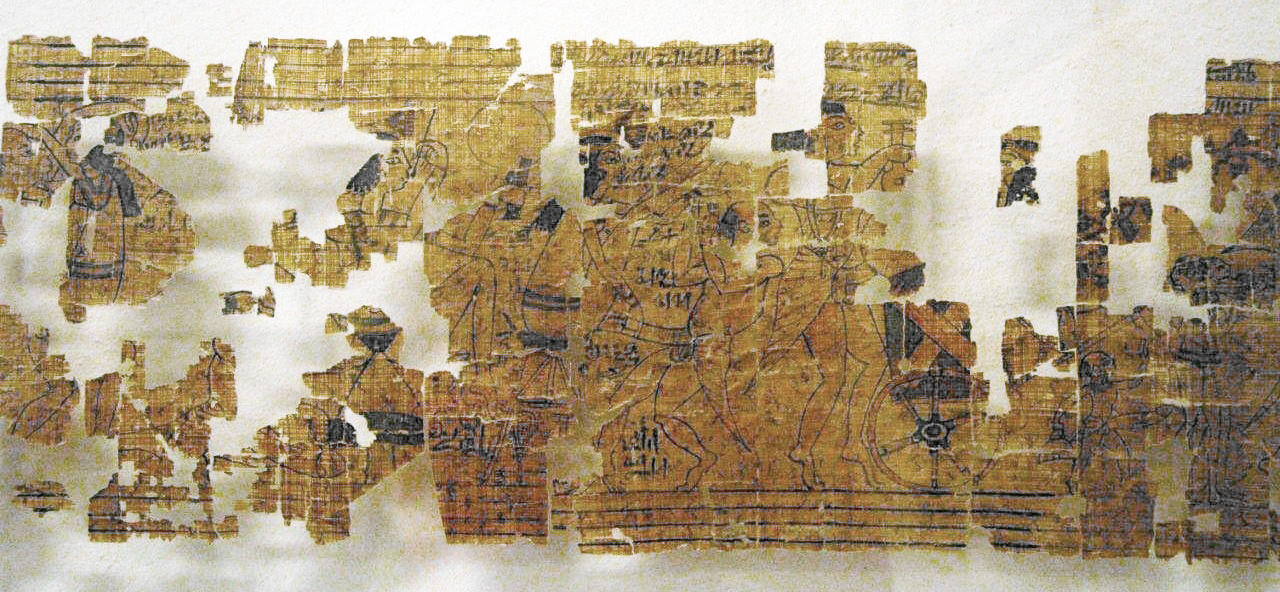
أجزاء من البردية معروضة في متحف تورين

بردية تورينو الجنسية (بردية 55001) هي بردية مصرية قديمة كتبت خلال عصر الرعامسة حوالى عام 1150 قبل الميلاد. اكتشفت البردية في دير المدينة في بدايات القرن التاسع عشر الميلادي. مقاسات البردية حوالى 8.5 قدم (2.6 متر) في عرض عشرة بوصات (25 سم) تتكون من جزئين أحدهما يحتوي على إثني عشر رسم لأوضاع جنسية مختلفة. البردية حالياً معروضة بالمتحف المصري بتورينو في إيطاليا.

## أقسام البردية

### قسم الحيوانات
الجزء الأول من البردية يستعرض عدد من الحيوانات تقوم بمهام بشرية بطريقة ساخرة وكوميدية.

### القسم الجنسي
تحتوى على إثني عشر وضع جنسي تشغل ثلثا البردية. الرسوم المعروضة لا تتماشى مع النسب الجمالية التي تميز بها الفن المصري القديم. ولكن البردية تميزت بحس فني عالٍ مما قد يدل على ملكيتها لأحد أبناء الطبقات الراقية. بالإضافة إلى أن الرجال الممثلين في البردية يرجح أنهم رجل واحد مع عدة نساء.

## التميز
هذه البردية تتميز بأنها البردية الوحيدة ذات المحتوى الجنسي من البرديات المصرية التي اكتشفت حتى الآن.